# Antti Lovag
Antti Lovag (* 1920 in Budapest, Ungarn; † 27. September 2014 in Tourrettes-sur-Loup, Département Alpes-Maritimes, Frankreich) war ein ungarischer Architekt und Habitologe, der sich auf die Errichtung von Maisons Bulles (Kugelhäusern) und Organische Architektur spezialisierte.

## Leben
Lovag war der Sohn einer finnischen Mutter und eines russischen Vaters. Er begann seine Studien in Stockholm in Schweden auf dem Gebiet des Schiffsbaus, bevor er 1947 nach Paris ging und dort die École nationale supérieure des beaux-arts (ENSBA) besuchte. Hier lernte er insbesondere bei Jean Prouvé.
Mit Beginn der 1960er Jahre nannte sich Lovag Habitologe und experimentierte zusammen mit anderen Architekten wie Pascal Häusermann, Jean-Louis Chanéac und Jacques Couëlle mit Formen, die von der Natur inspiriert waren. Es sollten Lebensräume geschaffen werden, die natürlich und in Harmonie mit dem Aufbau des menschlichen Körpers gestaltet wurden. Auch die Möbel der Häuser sollten sich den Kurven der Gebäude anpassen.

## Realisierte Entwürfe (Auswahl)
- 1971: Maison Bernard des Industriellen Pierre Bernard aus Lyon in Port-La-Galère
- 1975 bis 1989: Palais Bulles de Pierre Cardin, errichtet im Massif de l’Esterel bei Théoule-sur-Mer
- 1986 bis 1989: Maison Gaudet am gleichen Ort. Der Komplex ist 1998 vom französischen Kulturministerium als Baudenkmal eingetragen worden.

An der Côte d’Azur befinden sich noch weitere Gebäude, die der Architekt entwarf:
- Cannes: Maison des Jeunes Picaud
- Nizza: Complexe astronomique du collège Valeri
- Saint-Raphaël: Complexe ludique du collège de l’Esterel
- Plateau de Calern, Département Alpes-Maritimes: Laboratoire d’interférométrie à l’observatoire astronomique de la Côte d’Azur